# Facultatea de Construcții a Universității Tehnice din Cluj-Napoca
Facultatea de Construcții din Cluj Napoca, facultate aparținând Universității Tehnice.

## Istoric
- 1920 - Se înființează la Cluj Școala de conductori de lucrări publice cu specializarilea drumuri și poduri.
- 1945 - Se înființează Școala de supraveghetori de șantiere
- 1953 - Se înființează Institutul Politehnic din Cluj din care face parte și Facultatea de Construcții
- 1970 - Se înființează secția de Arhitectură și Urbanism pentru conductori arhitecți
- 1971 - Se diversifică specializările:

1. Construcții Civile, industrial agricole - ingineri zi
2. Căi ferate, Drumuri și Poduri – ingineri zi
3. Instalații în Construcții – subingineri zi si subingineri seral
4. Arhitectură și Urbanism

- 1977-1978 - Se înființează secția Instalații în construcții, ingineri zi respectiv ingineri seral
- 1993 - Se înființează Colegiului Universitar Tehnic, Economic și de Administratie
- 1997 - Se înființează în cadrul Facultății de Construcții a profilului:Inginerie economică
- 1998 - Din Facultatea de Construcții se desprinde secția de Arhitectură și Urbanism formând Facultatea de Arhitectură și Urbanism

## Catedre
Facultatea de Construcții și Instalații are în componență următoarele catedre:
- Catedra Construcții
- Catedra Construcții din Beton Armat, Construcții Metalice
- Catedra Mecanica Construcțiilor
- Catedra Căi ferate, Drumuri, Poduri

Decanul Facultății este Prof. dr. ing. Horia-Aurel Andreica.
Numărul studenților acestei facultăți este de aproximativ 3.500, făcând din aceasta cea mai mare facultate a Universității Tehnice.